# Liane Moriarty
Liane Moriarty (Sydney, 1966. november 15. –) ausztrál írónő.

## Élete
Az iskola befejezése után egy jogi kiadónál dolgozott reklám és marketing területen. Ezután egy ideig saját cégét vezette, mielőtt szabadúszó reklámszövegíróként kezdett dolgozni. 2004-ben, miután a sydney-i Macquarie Egyetemen mesterdiplomát szerzett, megjelent első regénye, a Three Wishes, amelyet a diploma részeként írt. Azóta további nyolc regénye jelent meg.

## Adaptációk
Big Little Lies című regényét az HBO televíziós sorozatba adaptálta, a főszerepekben pedig Reese Witherspoon, Nicole Kidman, Shailene Woodley, Laura Dern, Zoë Kravitz és Alexander Skarsgård. A sorozat premierje 2017. február 19-én volt, az első évad pedig 2017. április 2-án ért véget. 2017 decemberében bejelentették a második évadot. A második évad premierje 2019 júniusában volt.
2013 szeptemberében a CBS Films megszerezte egy korábbi Moriarty-regény, a The Husband's Secret jogait. 2017 májusában bejelentették, hogy a film főszereplője Blake Lively lesz. 2022 februárjában bejelentették, hogy Kat Coiro fogja rendezni a filmet a Sony Pictures számára.
2018. november 6-án megjelent Nine Perfect Strangers című regényét a Hulu televíziós sorozatmá adaptálta, Nicole Kidman főszereplésével és producerével.
2019-től vetítették a The Hypnotist's Love Story alapján készült TV-sorozatot.
A The Last Anniversary című regényének adaptációja 2023-ban indult Sydney-ben, producere és főszereplője Nicole Kidman.
Az Apples Never Fall egy 2024-es rejtélyes drámai minisorozat, amely Moriarty azonos című regényén alapul.

## Magánélete
Moriarty Sydneyben él férjével, Adammel, egy korábbi tasmániai farmerrel. Két gyermekük van, George és Anna. Nővére az író Jaclyn Moriarty, húga a szintén író Nicola Moriarty.

## Könyvei

### Regények
- Three Wishes (ISBN 0732911966, 2004)
- The Last Anniversary (ISBN 1405036842, 2005)
- What Alice Forgot (ISBN 9781405038577, 2009)
- The Hypnotist's Love Story (ISBN 9781742610603, 2011)
- The Husband's Secret (ISBN 9781742612010, 2013)
- Big Little Lies (ISBN 9781743530436, 2014)
- Truly Madly Guilty (ISBN 9781925479928, 2016)
- Nine Perfect Strangers (ISBN 9781250069825, 2018)
- Apples Never Fall (ISBN 9781250220257, September 2021)
- Here One Moment (ISBN 9780593798607, September 2024) [21][22]

### Gyermekkönyvek
The Space Brigade sorozat (más néven Nicola Berry: Earthling Ambassador):
1. The Petrifying Problem with Princess Petronella (ISBN 9780330423007, 2007)
2. The Shocking Trouble on the Planet of Shobble (ISBN 9780330424707, 2009)
3. The Wicked War on the Planet of Whimsy (ISBN 9780330425391, 2010)

### Magyarul
- Add vissza az életem! (What Alice Forgot) – Pioneer Books, 2012 · ISBN 9789638942371 · Fordította: Morvay Krisztina
- A férjem valamit titkol (The Husband's Secret) – Pioneer Books, Budaörs, 2014 · ISBN 9786155435058 · Fordította: Morvay Krisztina
- A hipnotizőr szerelme (The Hypnotist's Love Story) – Pioneer Books, Budaörs, 2016 · ISBN 9786155435249 · Fordította: Morvay Krisztina
- Hatalmas kis hazugságok (Big Little Lies) – Alexandra, Pécs, 2017 · ISBN 9789634470953 · Fordította: Babits Péter
- Kilenc idegen (Nine Perfect Strangers) – Alexandra, Pécs, 2018 · ISBN 9789634472735 · Fordította: Babits Péter

## Fordítás
- Ez a szócikk részben vagy egészben  a   Liane Moriarty című angol Wikipédia-szócikk fordításán alapul.  Az eredeti cikk szerkesztőit annak laptörténete sorolja fel. Ez a jelzés csupán a megfogalmazás eredetét és a szerzői jogokat jelzi, nem szolgál a cikkben szereplő információk forrásmegjelöléseként.